# Paul Wilhelm Cloos
Paul Wilhelm Cloos, född cirka 1745, död 23 januari 1801 i Jakob och Johannes församling, Stockholms stad, var en svensk violoncellist.

## Biografi
Cloos anställdes som kammarskrivare vid Kungliga Hovkontoret 1766, och var från 1785 hovkamrerare och hovbokhållare, titlar som han föredrog framför den som musiker, vilket var ett lågstatusyrke på betjäntnivå. Cloos anställdes som cellist vid Hovkapellet 1782. Han gifte sig 1772 med Johanna Elisabeth Reddewigh, syster till ungdomskamraten och hovkapellisten Carl Fredrik Reddewigh. Två av deras söner, Gustaf Adolf och Johan Wilhelm, fick också anställning i hovkapellet.